# Reinhard Frederik Bokelmann
Reinhard Frederik Bokelmann (Amsterdam, 15 november 1851 – Doorn 23 mei 1939) was een Nederlands componist, muziekpedagoog en violist.
Hij werd geboren binnen het gezin van meubelmaker Pieter Hendrik Bokelmann en Margaretha Sweers. Hij huwde Akke Hansma. Hun dochter Margaretha Bokelmann huwde in 1901 dirigent Kor Kuiler (zijn leerling). Hij werd bij zijn vrouw begraven op Algemene Begraafplaats Kranenburg te Zwolle.
Zijn muzikale opleiding kreeg hij van Frans Coenen en Carl Bayer (viool). Hij was van 1872 tot 1875 werkzaam als muziekonderwijzer en kapelmeester in Dokkum. Hij gaf bijvoorbeeld daar leiding aan het koor Sempre Crescendo. Hij vertrok vervolgens naar Zwolle om er leraar te worden aan de muziekschool en het weeshuis aldaar. Hij was daar ook voorzitter van Stichting/vereniging Kindervoeding, voor bijna 19 jaar gemeenteraadslid en tevens commissielid van toezicht op het bewaarschoolonderwijs. Eerder was hij te zien als musicus (violist, baritonzanger) in gelegenheden in het land.
Van zijn hand verscheen Opmerkingen over zangonderwijs bij uitgeverij Dröse in 1876, opgedragen aan Frans Coenen. Voorts schreef hij artikelen over muziek in tijdschriften.
Werken:
- Andante opus 2 voor strijkkwartet, verschenen bij Louis Roothaan te Amsterdam en opgedragen aan vriend/leraar Carl Bayer.
- Aan koning en koningin (Roothaan, (1874, opus 13)
- Zes kinderliederen (opus 14)
- Lof der liefde (cantate, opus 15)
- Lentebede (1873)
- Koosje Vink (achtstemmige kinderliedjes, Dröse, opus 18)
- Letzte Bitte en Morgens, twee duetten voor sopraan en bariton met pianobegeleiding (opus 19)
- Drie liedjes (Lente, Zomeravond en Aan ’t strand), opgedragen aan dochter Margaretha